# Adesmus turrialba
Adesmus turrialba är en skalbaggsart som beskrevs av Maria Helena M. Galileo och Martins 1999. Adesmus turrialba ingår i släktet Adesmus och familjen långhorningar.
Artens utbredningsområde är:
- Costa Rica.
- Panama.

Inga underarter finns listade i Catalogue of Life.